# Protestas en Colombia de 2019-2020
Las protestas en Colombia, también denominadas como «Paro Nacional #21N» fueron una serie de manifestaciones realizadas en Colombia, de manera no consecutiva, las cuales se desarrollaron en varias ciudades del país a partir del 21 de noviembre de 2019 al 21 de febrero de 2020, y que fueron convocadas el 4 de noviembre por distintos sectores de oposición, luego agrupados en el denominado Comité Nacional de Paro.
El motivo de las protestas habría sido el eventual descontento de gran parte de la población colombiana frente a las políticas económicas, sociales y ambientales del gobierno del presidente Iván Duque, así como el manejo que se le habría dado a los acuerdos de paz con las FARC-EP, el homicidio de líderes sociales (campesinos, indígenas y reinsertados exguerrilleros), así como diversos casos de corrupción dentro del gobierno colombiano.

## Antecedentes
El 26 de agosto de 2018 se realizó la consulta popular anticorrupción de Colombia, la cual fue un proceso electoral donde la papeleta de votación poseía siete preguntas para que los votantes pudiesen aprobar o rechazar (Sí o No). Fue la primera consulta popular que se ha realizado a nivel nacional en la historia del país. La realización de la consulta fue aprobada por 84 votos a favor y 0 en contra el 5 de junio de 2018 en la plenaria del Senado de la República. Para que fuesen aprobados los mandatos, era necesario obtener al menos 12 140 342 de votos (33,3 % del censo electoral vigente) y que el Sí obtenga más del 50 % de los votos. De haber sido aprobada se habría debido tramitar dicha norma por el Congreso de la República, sin embargo la abstención electoral durante la jornada, impidió que se alcanzara el umbral, y por tanto no fue aprobada.
El 11 de enero de 2019 ocurrieron diversas marchas a lo largo del país denominadas la «Marcha de las linternas»,[cita requerida] los manifestantes exigieron la renuncia del fiscal general de la nación, Néstor Humberto Martínez, por supuestas conexiones que podría tener el funcionario con el caso de corrupción de Odebrecht, la impunidad de la justicia colombiana y la oleada de asesinatos de líderes sociales. Además meses pasados fueron reveladas grabaciones que involucran al fiscal general de Colombia, Néstor Humberto Martínez, con irregularidades y posibles delitos de la constructora brasileña Odebrecht. Las grabaciones fueron entregadas por Jorge Enrique Pizano, testigo clave en la investigación, quien falleció en noviembre de 2018 y, días después, su hijo apareció envenenado con cianuro tras beber agua de una botella. Según Medicina legal y la Fiscalía, su padre había bebido de la misma botella de agua con cianuro.
El 5 de noviembre de 2019 se presentó una moción de censura en el Congreso contra el Ministro de Defensa, Guillermo Botero, por un bombardeo ocurrido en agosto de ese año en zona rural de San Vicente del Caguán, y llevado a cabo por el Ejército contra un presunto grupo de disidentes de las FARC-EP a cargo de alias Gildardo Cucho donde caen, además del presunto cabecilla, ocho menores de edad que son presentados a la opinión pública como miembros del grupo disidente sin informar su condición de menores de edad, además que tres de ellos ya habían sido reportados como reclutados de manera forzosa por la Defensoría del Pueblo ante los mandos militares de la zona. Así mismo, se agudiza la crisis por el genocidio de los grupos criminales de la zona contra las comunidades indígenas del Cauca, siendo asesinados 55 de sus miembros en 2019, y 2 masacres en menos de 3 días a finales de octubre sin que el estado tome acciones para detener estos asesinatos, por lo cual se levantaron de la mesa de diálogos que se había instalado previamente con el gobierno las comunidades y organizaciones del Cauca reunidas allí desde la minga indígena de 2019, anunciando su apoyo al paro nacional del 21 de noviembre convocado por sindicales obreras, estudiantes universitarios y la sociedad civil, incluso cantantes como Carlos Vives, Adriana Lucía y Goyo de ChocQuibTown, además de la Miss Colombia 2019 María Fernanda Aristizábal, manifestaron su apoyo y participación a la jornada de protestas en el país. El 6 de noviembre, debido a la suma de estos hechos, presentó su renuncia Guillermo Botero como Ministro de Defensa sin haber terminado el trámite de moción de censura en el Congreso.

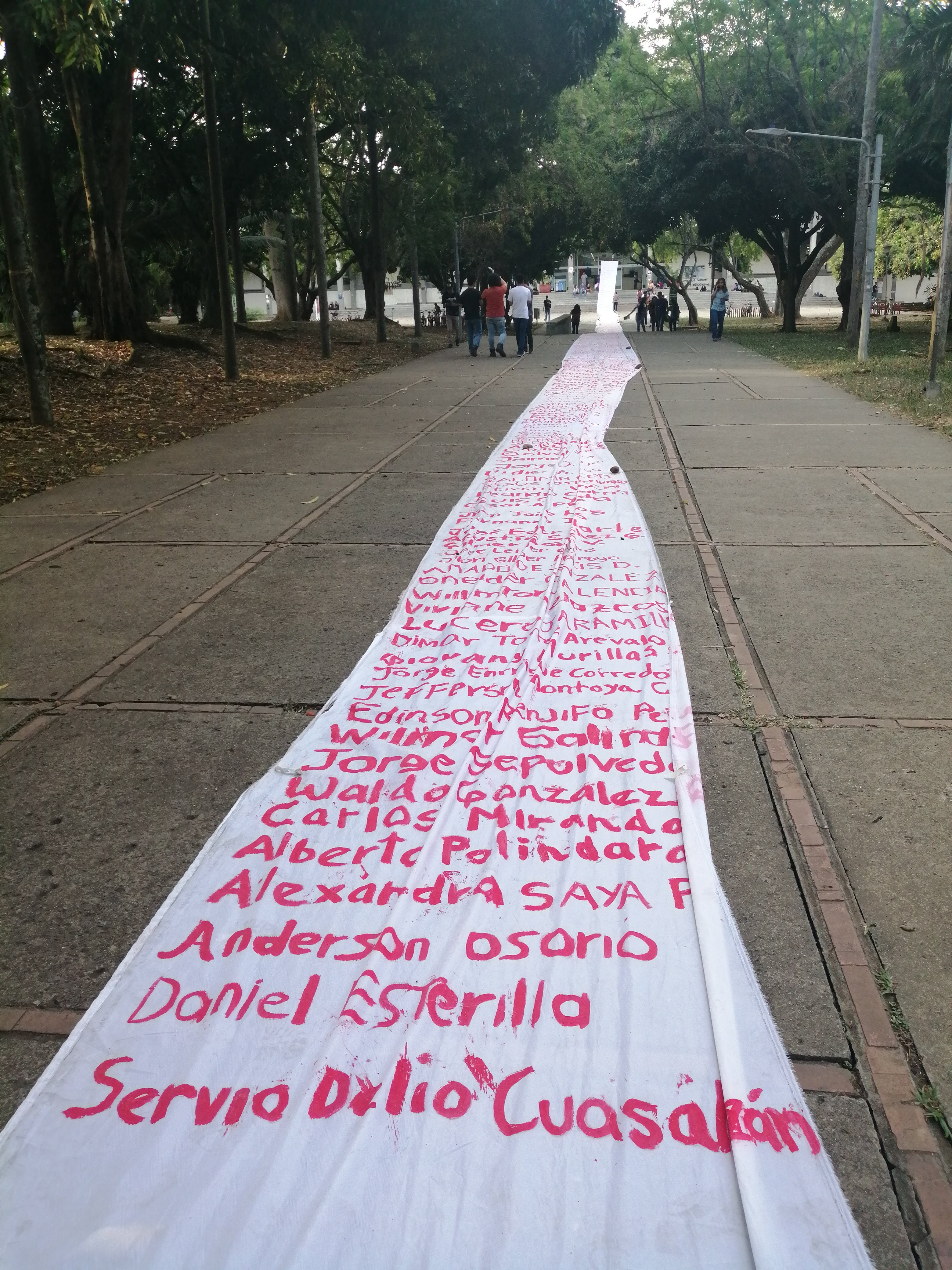
Lista con los nombres de varios dirigentes sociales asesinados en los últimos años en Colombia

Estos hechos hicieron que la popularidad del presidente Iván Duque cayera aún más hasta niveles históricos para alguien que lleva apenas un poco más de un año de gobierno. El 27 de junio de 2019 se organizó una marcha en más de cien ciudades de Colombia y del mundo (esta última, de colombianos radicados en el exterior) llamada "Marcha por la Vida", como rechazo al genocidio al que están siendo sometidos los líderes sociales y a la poca voluntad del gobierno para evitar y combatir estos hechos. En la marcha de Cartagena, en la que el presidente Iván Duque pretendía participar, este fue abucheado por los manifestantes que objetaban su presencia en ella, por lo que su equipo de seguridad tuvo que retirarlo. Este hecho confirmó así la desaprobación del mandatario ante el pueblo colombiano.
El gobierno de Iván Duque fue perdiendo popularidad desde su ingreso al poder. La Central Unitaria de Trabajadores de Colombia hizo un comunicado el 13 de noviembre para salir el 21 de ese mes a reclamar por sus derechos y contra las «políticas neoliberales» del presidente Duque. Entre los diversos puntos de vista, el fracaso del gobierno para mantener la paz tras los acuerdos de La Habana con los excombatientes, es uno de los puntos a lo que se sujetan los huelguistas.

### Corrupción

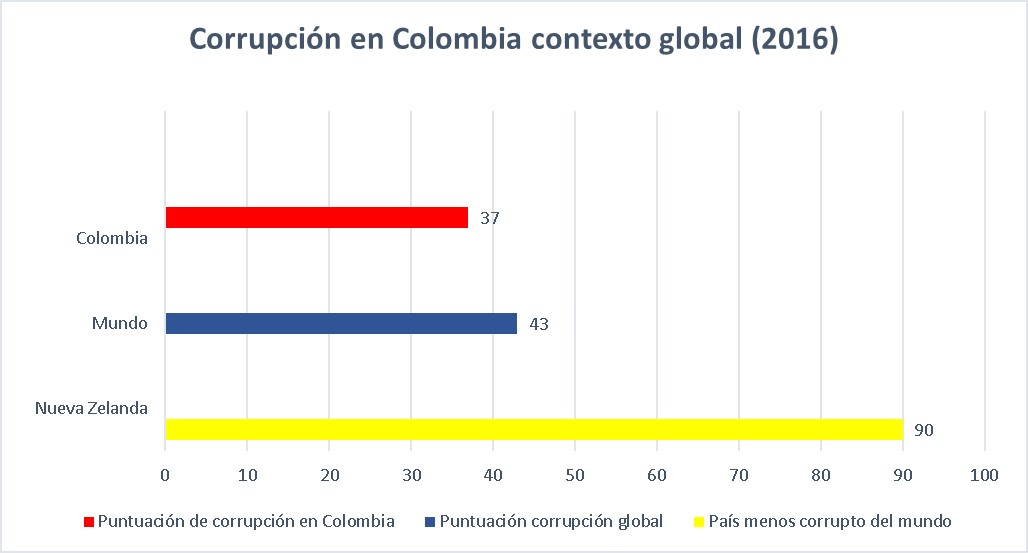
Cuadro comparativo de la corrupción en Colombia con el promedio global y con el país menos corrupto del mundo, Nueva Zelanda.

La corrupción ha sido tradicionalmente señalada por muchos analistas como uno de los principales problemas políticos del país. En el Índice de Percepción de Corrupción 2016 (IPC), de la agencia para la Transparencia Internacional – que califica de 0 (muy corrupto) a 100 (muy transparente) los niveles de corrupción percibidos por el sector público en 175 países y territorios evaluados– Colombia obtuvo una calificación de 37 puntos, muy por debajo del promedio global que es de 43, convirtiendo al país en uno de los más corruptos del mundo (ver gráfica). Colombia se ubica en el puesto 98 a nivel mundial, teniendo como base a Nueva Zelanda y Dinamarca, que están en el puesto 1 como los países menos corruptos del planeta.

### Desigualdad
La desigualdad en Colombia se refiere a la desigualdad económica y social existente en el país. Según cifras del Banco Mundial, en el 2017, Colombia fue el segundo país más desigual de América Latina y el séptimo del mundo, del total de 194 países que existen en el planeta. Pese al crecimiento económico sostenido del producto interno bruto que se ubicó entre el 6,6 % entre 2006-2014, el índice de desigualdad no cayó lo suficiente durante la época de mayor bonanza petrolera.

## Causas del paro nacional en Colombia

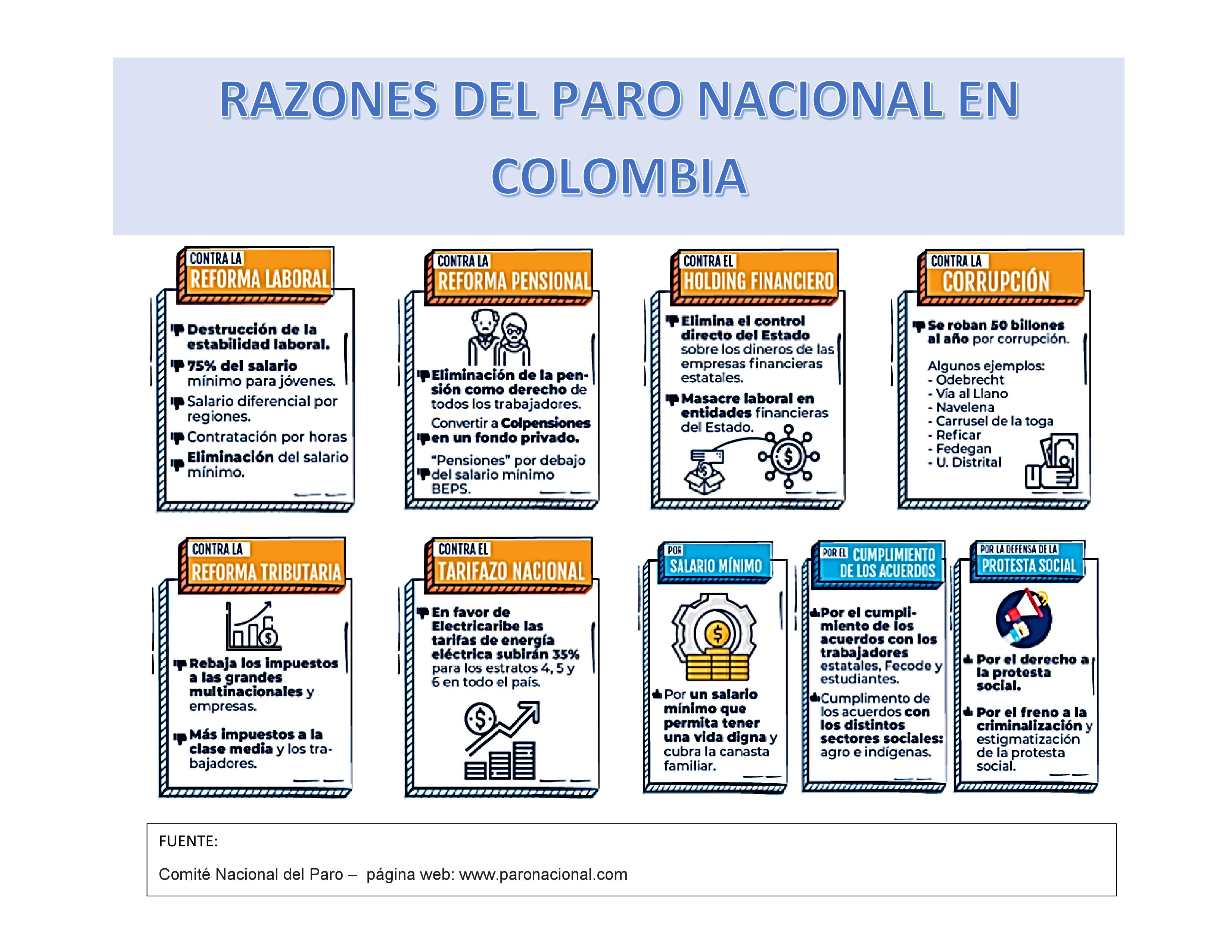
Resumen de las razones del paro nacional en Colombia según el «comité nacional del paro» (www.paronacional.com).

### Exigencias del «comité nacional del paro»
- Retiro del Proyecto de Ley de Reforma Tributaria en tránsito en el Congreso de la República.[32]
- Derogatoria inmediata del Decreto 2111 del 2019, por el cual se crea el Holding Financiero.[32]
- Derogatoria de la Circular N° 049 de 2019 sobre estabilidad laboral reforzada.[32]
- El Gobierno se abstendrá de tramitar la reforma al Sistema de Pensiones.[32]
- El Gobierno se abstendrá de realizar reformas laborales, tramitando además la derogatoria de los artículos 193, 198, 240 y 242 del Plan Nacional de Desarrollo.[32]
- El Gobierno no adelantará proceso alguno de privatización o enajenación de bienes del Estado independientemente de su participación accionaria.[32]
- El Gobierno iniciará de inmediato con las organizaciones respectivas la implementación y cumplimiento de los acuerdos firmados por el anterior y el actual Gobierno entre otros:[32] estudiantes universitarios; organizaciones indígenas, trabajadores estatales, Fecode y sectores campesinos y agrarios.
- Trámite con Dignidad Agropecuaria Colombiana los temas relacionados con las necesidades de los productores agropecuarios, entre estos la revisión de los Tratados de Libre Comercio y todo lo relacionado con la producción en este sector.[32]
- El Gobierno abordará con Defendamos La Paz, el proceso de cumplimiento e implementación de los acuerdos de paz firmados en La Habana.[32]
- Trámite inmediato en el Congreso de la República de los proyectos de ley anticorrupción (Consulta popular anticorrupción de Colombia).[32] Derogatoria del impuesto o Tarifazo Nacional relacionado con el tema de Electricaribe.[32]
- Definición de las políticas ambientales, protección de los páramos y demás con los representantes de las organizaciones ambientales que se acuerden.[32]
- Disolución del ESMAD y depuración de la Policía Nacional, de los presuntos responsables de la muerte de Dilan Cruz.[32]

Los anteriores temas fueron abordados por el gobierno colombiano y el «comité nacional del paro», exclusivamente a través de los mecanismos que se acuerden entre los mismos, independientemente de los establecidos por el Gobierno para el que ha denominado “Gran Diálogo Nacional”, sin llegar aún a un acuerdo actualmente. Otros sectores más radicales exigen la renuncia a la presidencia de Iván Duque y de todo su equipo de trabajo.

#### Reforma laboral
Dentro de las discusiones de la reforma laboral, agrupaciones del gremio como la Asociación Nacional de Instituciones Financieras (ANIF), la Fundación para la Educación Superior y el Desarrollo (Fedesarrollo) y la Federación Nacional de Comerciantes (Fenalco) realizaron propuestas como pagar a jóvenes entre 18 y 25 años el 75 % del Salario Mínimo Legal, establecer un Salario Mínimo diferencial por regiones o departamentos; o la contratación por horas. Aunque el presidente Iván Duque había expresado rechazo a las dos primeras propuestas, el partido de Gobierno, Centro Democrático, buscó convertir las propuestas en Ley. La Ministra del Trabajo, Alicia Arango, también se mostró en desacuerdo con las propuestas, a pesar de que varios borradores filtrados a la prensa las incluían. Varias de las propuestas serían retiradas luego del articulado de ley.

#### Reforma pensional
No se plantea una eliminación de la pensión como derecho de los trabajadores, pero sí una eliminación del régimen de prima media y aplicar un aumento a la tasa de cotización de forma gradual, es decir los aportes a pensión que todo trabajador debe realizar. Por su parte, Colpensiones se reformaría para funcionar como los fondos privados de pensión, perdiendo su valor pensional solidario pasando a un régimen de ahorro individual y se eliminarían los subsidios del Estado para financiar las pensiones.

#### Holding financiero
El Plan de Desarrollo incluye la posibilidad de fusionar varias empresas del Estado, como Colpensiones o el Fondo Nacional del Ahorro bajo la forma de holdings. Las pequeñas empresas del Estado o sus acciones en estas serían vendidas. Disminuyendo el control estatal sobre tales empresas y reduciendo los puestos de trabajo.
Aunque en el artículo presentado por el gobierno para la creación del Holding se específico que no cambiarán las condiciones laborales de los empleados, y no habrán cambios dentro de las empresas.

#### Criminalización de la protesta social
En declaraciones pasadas, el saliente ministro de Defensa, Guillermo Botero había declarado la necesidad de regular la protesta social puesta estaría siendo financiada por grupos armados ilegales. Esta propuesta fue respaldada por la vicepresidenta Martha Lucía Ramírez, haciendo un llamado de urgencia a la regulación de la propuesta, acusando a Venezuela de estar infiltrándose. El gobierno estaría trabajando en una ley estatutaria para regular las protestas según declaraciones de la ministra del Interior, Nancy Patricia Gutiérrez.

#### Cumplimiento de acuerdos adquiridos
Diferentes organizaciones piden al gobierno cumplir los acuerdos adquiridos. Profesores y estudiantes exigen al gobierno cumplir con lo pactado tras el Paro nacional universitario en Colombia de 2018 en el que el presidente se comprometió a destinar 4,5 billones de pesos para financiar la educación superior. Recursos que estarían peligrando por un artículo del Presupuesto General. 
La falta de voluntad política para cumplir con el Acuerdo de Paz es uno de los puntos que más se exigen al gobierno. El asesinato sistemático de líderes sociales y excombatientes de las FARC a pesar de la protección prometida, los retrasos en la implementación de la Reforma Rural Integral o la desfinanciación para la implementación integral del acuerdo, que recibiría en 2020 un 0,8 % del PIB cuando lo pactado es un 10 %, son varios de los incumplimientos que se piden remediar.

## Respuesta del gobierno

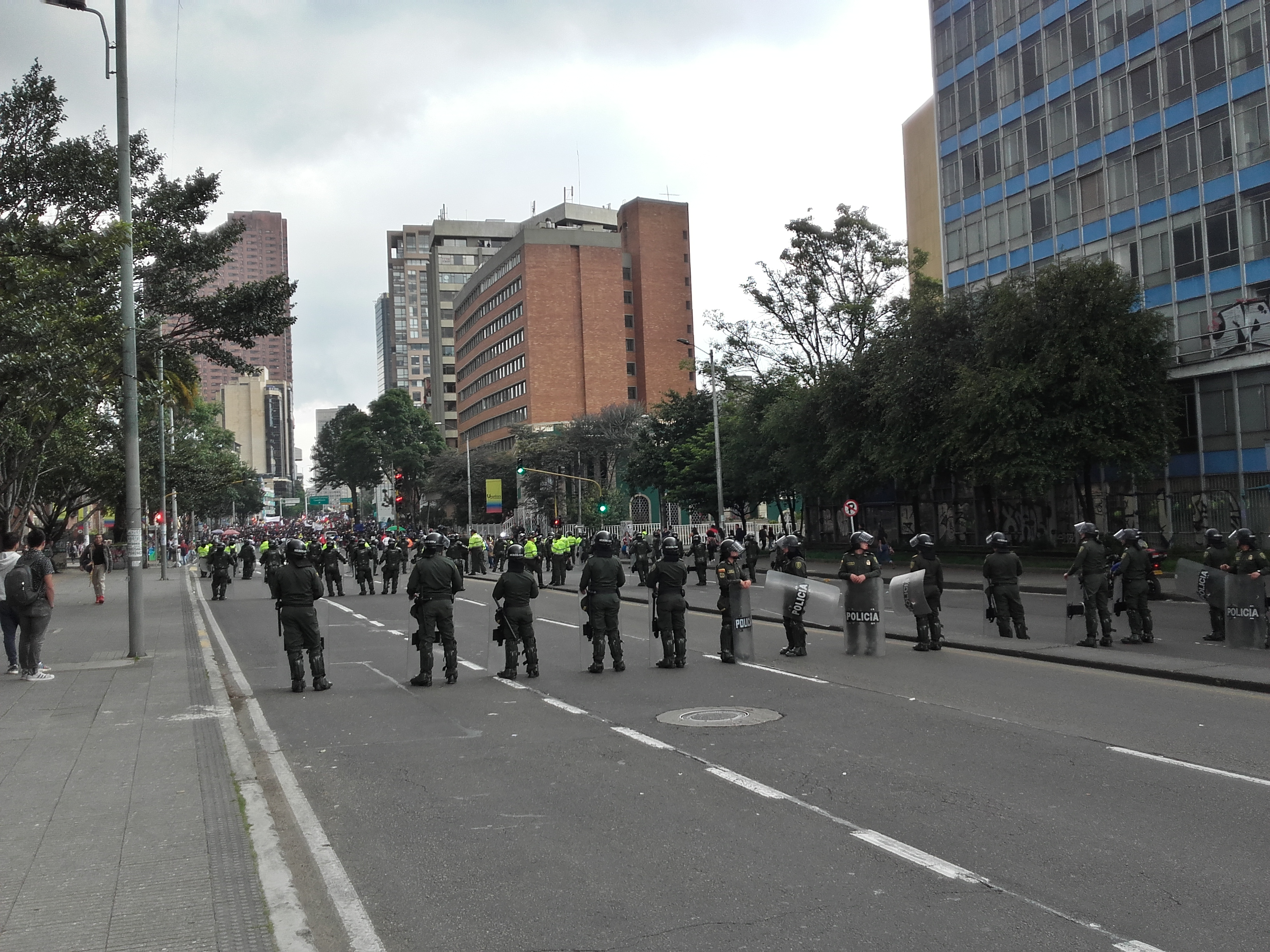
Miembros del Escuadrón Móvil Antidisturbios (ESMAD) durante las protestas en Bogotá.

Según Duque, el gobierno resguarda el derecho a protestar, pero pide que se realice en un ambiente de «no violencia»:

Estamos hablando todos del 21 de noviembre (…) La protesta social pacífica es un derecho, es democrática, es un mecanismo de expresión y marchar pacíficamente para expresar un sentimiento de democracia debe gozar de todas las garantías.

Para el gobierno, la realización de las manifestaciones toma un papel importante ante la crisis de gobernabilidad sudamericana que se desarrolla con las protestas realizadas en Chile, Bolivia y Ecuador.

### Medidas
El gobierno de la República dio orden de cerrar los ingresos fronterizos para el 21 de noviembre desde la medianoche, esto incluye pasos terrestres con Ecuador y Venezuela, así como fluviales con Brasil y Perú, un total de 12 puestos, la medida estará vigente hasta las 5:00 P.M. (hora colombiana) del día siguiente 22 de noviembre. El argumento es para «garantizar la total normalidad».
La alcaldía de Cali liderada por Maurice Armitage declaró el área urbana en toque de queda, ante actos vandálicos. Se registraron disturbios a las afueras de la Universidad del Valle. Durante la jornada en Cali, 46 policías resultaron lesionados, 51 civiles sufrieron heridas, 56 establecimientos fueron saqueados y 19 buses del MIO fueron vandalizados. Estaciones del MIO fueron vandalizados. Se reportaron también que vándalos habían entrado a conjuntos residenciales a robar en varios barrios de Cali, incluyendo Chiminangos, Metropolitano del Norte, Valle del Lili, El Caney, Meléndez, La Hacienda, Santa Elena, Gratamira, Comfenalco y varias zonas al oriente de la ciudad.
La alcaldía de Bogotá a la cabeza de Enrique Peñalosa decretó la ley seca desde el mediodía del 22 de noviembre, para evitar nuevas protestas que ocasionaron desmanes el día anterior. Según Peñalosa los daños acaecidos en la ciudad el día anterior alcanza los 20.000 millones de pesos (unos 5,8 millones de dólares).
El 2 de diciembre el presidente Iván Duque decide crear una Mesa aparte con el «comité nacional del paro».

## Cronología

#### Noviembre
- 21 de noviembre de 2019 - Se denunciaron allanamientos previos al paro en sedes de colectivos y organizaciones sociales.[45] Y la presencia de presuntos policías infiltrados en las manifestaciones.[46][47]

El 21 de noviembre se presentaron grandes movilizaciones en todo el país, y enfrentamientos en Bogotá en la Plaza de Bolívar, donde se registraron choques entre encapuchados y el ESMAD de la Policía Nacional quienes atacaron la Alcaldía de Bogotá y el Palacio de justicia e ingresaron a la fuerza al Congreso de Colombia para lanzar bombas caseras; la policía tuvo que desalojarlos a la fuerza. El transporte público en Bogotá, Medellín y Cali sufrió percances debido a barricadas en las vías y bloqueos en algunas estaciones. Los manifestantes convocaron a una jornada de cacerolazos en la tarde del 22 de noviembre en las principales ciudades del país, en esta, el punto de concentración también era en la Plaza de Bolívar. Colombianos en Ámsterdam, Londres, Berlín y Sídney, entre otras ciudades en el mundo, se unieron a las protestas.
Luego de la jornada de movilizaciones y enfrentamientos entre manifestantes y la policía, habitantes de más de 5 ciudades capitales de Colombia expresaron su apoyo al Paro con un cacerolazo. La manifestación, convocada principalmente mediante las redes sociales, inició aproximadamente a las 7:30 p. m. en 8 localidades de Bogotá y se extendió a otras regiones del país. Para las 8:30 p. m., se emitían reportes de más cacerolazos en ciudades como Soacha, Medellín, Cali, Bucaramanga, Barranquilla, Cartagena y Tunja, entre otras. Esta protesta pacífica, catalogada como "histórica" por varios medios de comunicación colombianos e internacionales continuó hasta cerca de las 10:30 p. m.
- 22 de noviembre de 2019 - Segundo día de manifestaciones y cacerolazos en Bogotá principalmente en la Plaza de Bolívar y en los portales, parques y plazas de la ciudad, convocatoria a marchas el 25 de noviembre.[64] Se presentaron disturbios y vandalismo en Bogotá (robo de un bus,[65] saqueos y robos), Buenaventura (enfrentamientos con el Esmad dejan 2 muertos) y Cali, por lo cual se ordenó el toque de queda, ley seca y militarización en Bogotá. Se presentaron rumores de robos en residencias los cuales fueron desmentidos ante la reacción de la ciudadanía, se suspendió el partido entre Santa Fe y Cali. Cacerolazos en Medellín, Manizales, Barranquilla, Bucaramanga, Piedecuesta, Floridablanca, e incluso fuera del país, en Nueva York.[66][67]
- 23 de noviembre de 2019 - Tercer día de protestas en Bogotá, se realizó una manifestación pacífica hacia la Plaza de Bolívar en Bogotá en horas de la tarde, la cual fue interrumpida por el accionar del ESMAD. En la calle 19 con carrera 4ª, un joven de 18 años llamado Dilan Cruz, fue impactado en su cabeza por un proyectil disparado por un agente del ESMAD, causándole un trauma craneoencefálico. El joven en cuestión, fallece tres días después tras permanecer en cuidados intensivos en el Hospital Universitario San Ignacio.[68]

En horas de la noche, se realizaron más de diez cacerolazos bloqueando algunas vías principales de la ciudad y ciertos portales de Transmilenio
- 24 de noviembre de 2019 - Cuarto día de protestas en Bogotá con marcha hacia la plaza de Bolívar. Las reclusas de la Cárcel El Buen Pastor de Bogotá denuncian represalias, tras apoyar el cacerolazo del Paro Nacional.

- 25 de noviembre de 2019 - Quinto día de Manifestaciones y marchas en Bogotá en el marco del Día de la No Violencia contra la Mujer, principalmente en la Plaza de la Hoja, Plaza de Bolívar y en portales de Transmilenio.[71] Frente al Hospital de la Policía en Bogotá se realizó un plantón en solidaridad con los policías heridos durante las manifestaciones.[72]
- 26 de noviembre de 2019 - Sexto día de protestas en Bogotá con movilizaciones en homenaje a Dilan Cruz, cuya muerte se confirmó el día anterior. Se registraron enfrentamientos entre el Esmad y encapuchados en la Universidad Nacional de Colombia. Homenajes a Dilan Cruz en Medellín, en Bucaramanga, Barranquilla, un policía herido en Neiva.[73] El uribismo decide retirar un artículo de un proyecto de Ley para reformar el sistema laboral y que pretendía permitir la posibilidad de contratos por hora.[74]
- 27 de noviembre de 2019 - Séptimo día de protestas en Bogotá en homenaje a Dilan Cruz con más de 10.000 personas[75] principalmente en la Plaza de Bolívar, Parque de los Hippies (cacerolazo sinfónico)[76] y el Norte de Bogotá; esta última marcha resulta dispersada por el Esmad y un joven resulta herido al intentar saltar de un puente.[77] Medellín, Cali, Barranquilla y Bucaramanga también registraron manifestaciones.[78]
- 28 de noviembre de 2019 - Octavo día de protestas en Bogotá concentraciones en la calle 100 y en la calle 85 y un bloqueo en el Portal 80,[79] se espera la llegada de una delegación de la Guardia Indígena del Cauca.[80][81] En Cali se realizó un plantón pacífico, en Medellín un Cacerolazo musical, manifestaciones en Manizales, Cartagena y Bucaramanga.[82]
- 29 de noviembre de 2019 - Recepción a la Guardia Indígena quienes marcharon junto a estudiantes afrodescendientes y ciudadanos de la comunidad LGTBI, entre otros. y la “Tamborada de los Pueblos Negros" en Bogotá, "Punketón" en el Parque de los Hippies, y "Yogatón" en el norte de la ciudad.[83][84] El presidente Iván Duque objeta por inconveniencia el artículo 44 de la Ley de Presupuesto General, aprobada en Congreso, que según los promotores del paro obligaba a la Universidad Públicas a destinar gran parte de su presupuesto para hacer frente a las demandas de la Nación, aunque según el Gobierno el artículo había estado presente en presupuestos anteriores, bajo el entendido de que la universidades debían pagar las demandas en su contra, no las del Estado en general.[85] El deportista Jorge Iván Agudelo denuncia su expulsión por la policía, de los Juegos Nacionales celebrados en Cali por exhibir un cartel el favor del Paro.[86]

#### Diciembre
- 1 de diciembre de 2019 - El 1 de diciembre se realizó el denominado Cacerolazo Continental, en Bogotá se llevó a cabo el cacerolazo andino en el Park Way[87][88] y se inician las asambleas populares en barrios de Bogotá.[89]
- 2 de diciembre de 2019 - En Medellín cerca a la Universidad de Antioquia murió un estudiante por una papa bomba.[90][91]
- 4 de diciembre de 2019 - El 4 de diciembre se llevó a cabo una nueva jornada de marchas y movilizaciones del Paro Nacional.[92]
- 6 y 7 de diciembre de 2019 - Se llevó a cabo la Asamblea Nacional en Bogotá.
- 8 de diciembre de 2019 - Se llevó a cabo el denominado "Concierto del Paro" o "Un Canto por Colombia" en Bogotá el 8 de diciembre en el Parque Simón Bolívar con artistas como Doctor Krapula, Bomba Estéreo, Adriana Lucía, Diamante Eléctrico, Totó la Momposina, entre otros.[93] El cual por petición de los artistas se realizó en las calles de Bogotá: con escenarios fijos en el parque nacional, Parque de los Hippies y en la Calle 85.[94]
- 10 de diciembre de 2019 - El día 10 de diciembre, se realizarán movilizaciones por el Día Internacional de los Derechos Humanos,[83] haciendo plantones al frente de la Universidad Nacional de Colombia y el Centro Nacional de Memoria Histórica terminando en Disturbios. Por otro lado, el ESMAD realizó dos detenciones ilegales.[95]
- 13 de diciembre de 2019 - Nuevamente se realizan plantones que finalizan en disturbios en la Universidad Nacional de Colombia y se sumo a esta protesta la Universidad Distrital Francisco José de Caldas- Sede Bosa.
- 16 de diciembre de 2019 - Se realiza un cacerolazo en frente del Congreso de la República cuando se debatía la reforma tributaria o "Ley de Crecimiento Económico" en rechazo a la misma. En Cali hubo disturbios en el sector de Juanchito.[96]
- 19 de diciembre de 2019 - Se lleva a cabo una manifestación en el norte de la ciudad, se presentan disturbios al frente de la Bolsa de Valores de Colombia y un joven pierde un ojo al huir hacia la Universidad Pedagógica Nacional.[97]
- 23 de diciembre de 2019 - Un mes después del asesinato de Dilan Cruz, se realiza un homenaje en su memoria, bloqueando la calle 19 con carrera 4 en Bogotá por unos 200 manifestantes.[98]

#### Enero
- 13 de enero de 2020 - Pasadas las fiestas de Navidad y Año Nuevo, se realizan reuniones entre el gobierno nacional y las organizaciones sindicales, estudiantiles y sociales promotoras del Paro Nacional, sin resultados.[99]
- 16 de enero de 2020- En un intento de diálogo fallido se inicia disturbios a las afueras de la Universidad Nacional de Colombia en la Avenida NQS de Bogotá, y la alcaldesa Claudia López Hernández envía a la ESMAD a suprimir las manifestaciones.[100][101]
- 21 de enero de 2020- El comité Nacional de paro convoca a un nuevo cacerolazo y jornada de paro nacional.[102] En las horas de la mañana, en las principales ciudades se presentaron varios bloqueos en las calles y miles de personas manifestaron nuevamente su descontento contra el gobierno de Iván Duque, se presentaron algunos enfrentamientos con el ESMAD y la fuerza pública, a su vez, en redes sociales se denunciaron abusos por parte de las autoridades. En Bogotá, la alcaldesa Claudia López destaca el nuevo protocolo para las protestas declarando que “no había muertos que lamentar.”[103][104]

#### Febrero
- 21 de febrero de 2020 - Se realizan marchas de docentes y estudiantes universitarios, en su mayoría transcurren en normalidad, exceptuando un disturbio que se presentó en inmediaciones de la Universidad Distrital Francisco José de Caldas.[105][106]

#### Marzo
- 25 de marzo de 2020: Para la fecha se había convocado a una nueva jornada de paro,[107] pero debido a la emergencia sanitaria por el coronavirus en Colombia, se suspenden las marchas[108] y el diálogo entre el gobierno y los promotores del paro no dio resultados.[109]

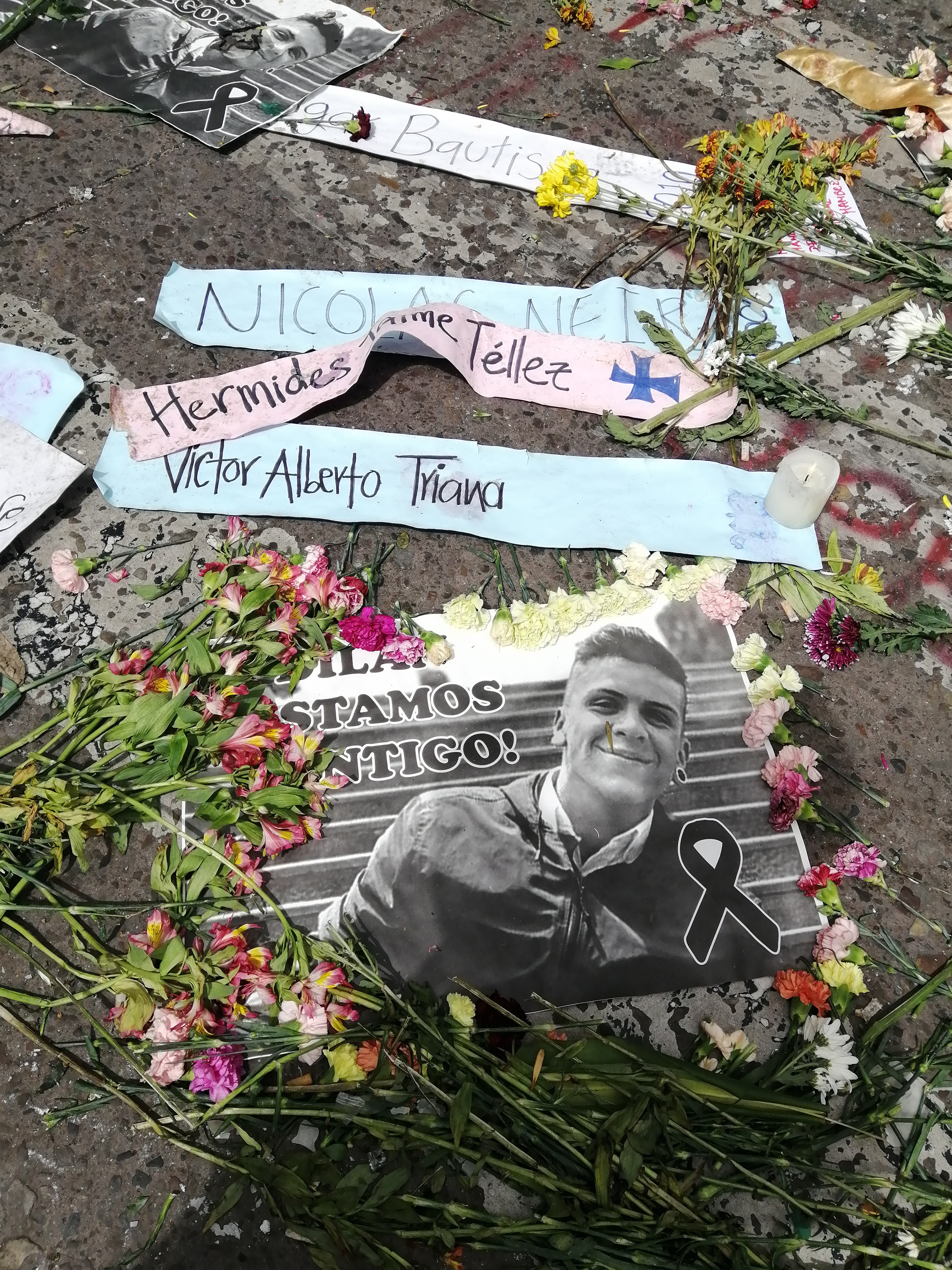
Homenaje a Dilan Cruz, asesinado durante las protestas.

#### Septiembre-octubre
El 9 y 10 de septiembre en varios sectores de Bogotá se presentó un levantamiento contra la violencia policial a raíz del asesinato de Javier Ordóñez. Manifestaciones contra la violencia policial y por soluciones económicas durante la pandemia se realizaron los días siguientes y se registró la muerte de otras 12 personas.
El 10 de octubre una minga indígena recorrió la ruta entre el Cauca y Bogotá, a donde arribó el 18 de octubre. Por convocatoria de las centrales sindicales se cumplió un Paro Nacional el 21 de octubre y se realizó una gran manifestación en la capital de la República, con a participación de la Minga. Al día siguiente los indígenas Misak ocuparon durante 7 horas el Aeropuerto Internacional Eldorado.

## Fallecidos
- El 22 de noviembre muere Juan David Rojas, en el barrio Bosa El Recreo de Bogotá. Su muerte se debió a una bala perdida en medio del pánico por supuestos vándalos en el sur de la capital. Rojas, de 15 años, cursaba grado séptimo en la Institución Educativa Alfonso López Michelsen.[114]
- El 22 de noviembre en Buenaventura dos personas resultan muertas en enfrentamientos con el ESMAD debido al intento de ingresar a un almacén.[66][115]
- El sábado 23 en el marco de las protestas realizadas en Bogotá, el estudiante de bachillerato Dilan Mauricio Cruz Medina, de 18 años, fue impactado en su cabeza por un proyectil disparado por el ESMAD. El proyectil se alojó en su cabeza provocando lesiones cerebrales requiriendo soporte respiratorio. El manifestante recibió inmediata atención de primeros auxilios, tanto por parte de la Cruz Roja Colombiana como de la Defensa Civil Colombiana, y de acuerdo a la Secretaría Distrital de Salud de Bogotá, la ambulancia arribó al sitió del incidente en once minutos, de donde fue trasladado de inmediato al Hospital Universitario San Ignacio de la Pontificia Universidad Javeriana, donde recibió atención de reanimación y finalmente pasó a coma inducido.[116] El lunes 25, día en que recibiría su diploma de bachiller, su condición se deterioró gravemente hasta que finalmente falleció en horas de la noche.[117] Según testigos en el lugar de los hechos no había una confrontación con los agentes del cuerpo policial y la marcha avanzaba de manera pacífica.[118]
- El 24 de noviembre se suicidó Brandon Cely, soldado y auxiliar de enfermería, debido a las presiones y acosos de parte de sus superiores y compañeros del Ejército, luego de mostrar su apoyo al paro nacional en redes sociales.[119]
- El 3 de diciembre murió Julián Andrés Orrego Álvarez, estudiante de la Licenciatura en Educación Física en la Universidad de Antioquia por la explosión de una papa bomba que este llevaba, mientras se realizaba una protesta en las inmediaciones de la Universidad.[120][121]

## Heridos
- Se han reportado aproximadamente 769 heridos en las protestas, hasta el 1 de diciembre, según la Policía Nacional de los cuales 379 son policías y 390 civiles.[122] Uno hecho cuestionado fue la patada de un integrante del ESMAD de la Policía Nacional a una manifestante en Bogotá, la cual fue registrada en video, aunque hay distintas versiones del hecho.[123]
- Un joven en Bogotá cae de un puente en la autopista norte y resulta gravemente herido al ser dispersada la marcha por el Esmad.[77]
- Un joven de la Universidad del Cauca fue herido en su rostro el 21 de noviembre.[124]
- También se presentan más de 300 heridos de la fuerza pública durante el Paro Nacional, uno de ellos perdió un ojo.[125] En Bogotá, ciudadanos realizaron un plantón frente al hospital de la Policía Nacional, en apoyo a los centenares de policías heridos durante las manifestaciones.[126]

## Detenidos
- La policía capturó a más de 40 individuos. En una actualización del 22 de noviembre, se registraron 100 detenidos, 250 heridos y 6 muertos.[2]
- Daneidy Barrera Rojas, influencer conocida como "Epa Colombia", fue imputada por la Fiscalía General de la Nación, por delitos como delinquir agravado con fines terroristas, en concurso con daño en bien ajeno agravado, esto después de subir y compartir un video a Instagram en el que se ve destruyendo puertas y lectores de estaciones de TransMilenio con la excusa de una protesta en contra del Estado.[127] En la actualidad, el proceso sigue en curso.[128]
- Según la policía al 1 de diciembre se habían abierto 20 procesos disciplinarios por presuntos casos de abuso de autoridad e irregularidades en procedimientos.
- La Justicia Penal Militar también abrió 14 investigaciones.[122]

## Destrucción de infraestructura pública

### Daños a TransMilenio en Bogotá
El sistema de transporte masivo de Bogotá y Soacha, TransMilenio, resultó altamente afectado y con serios daños en la infraestructura de la mayor parte de sus estaciones (alrededor de 138), lo cual ocasionó que algunas de estas fueran cerradas y no se prestará el servicio hasta que los daños fueran solucionados. Se estiman los daños en más de 40.000 millones de pesos (10 millones de dólares), y miles de usuarios afectados por meses. TransMilenio moviliza 2.560.000 pasajeros diarios. En total se vandalizaron 110 estaciones al sistema de transporte masivo TransMilenio.

### Daños al Mío de Cali
Como consecuencias de las protestas en la ciudad de Cali, manifestantes causaron daños por 2000 millones de pesos que afectaron a estaciones y vehículos del sistema masivo de transporte de esta ciudad.

### Ataques a Transmetro de Barranquilla
En la capital del departamento del Atlántico, manifestantes se enfrentaron a trabajadores del sistema de transporte masivo de Barranquilla y dañaron puertas del sistema.

### Daños en Metrolínea de Bucaramanga
Por su parte, en la capital del departamento de Santander, cinco estaciones fueron vandalizadas y el sistema debió dejar de funcionar por la acción de manifestantes que rompieron puertas de vidrio e hicieron grafitis.

## Opinión pública

### A favor
Diversos sectores entre trabajadores públicos y privados, profesores del estado, estudiantes de universidades públicas y algunos de universidades privadas, barras populares de fútbol y grupos de izquierda política confirmaron su participación. Algunas personalidades como los cantantes Carlos Vives, Santiago Cruz y Adriana Lucía, la Miss Colombia 2019 María Fernanda Aristizábal, el senador Gustavo Petro, la integrante de ChocQuibTown Goyo y los actores Julián Román, Robinson Díaz y Santiago Alarcón, además de las actrices Carolina Guerra, Cecilia Navia, María Fernanda Matus, y Margarita Rosa de Francisco, el periodista Daniel Samper Ospina, el humorista Alejandro Riaño, las futbolistas Natalia Galán, Leicy Santos y Melissa Ortiz, además del ciclista campeón del Tour de Francia 2019 Egan Bernal, también se sumaron al movimiento.
La Conferencia Episcopal de Colombia mostró su apoyo al paro nacional, pero pidió que se desarrollara de manera pacífica. Así mismo, la alcaldesa electa de Bogotá, Claudia López, se pronunció a favor y animó a los bogotanos a no temer a protestar en paz.
- Protesta en la calle 5 cerca al barrio San Antonio de la ciudad de Cali en la que se oye a la multitud decir "Uribe paraco (paramilitarismo) el pueblo está berraco"

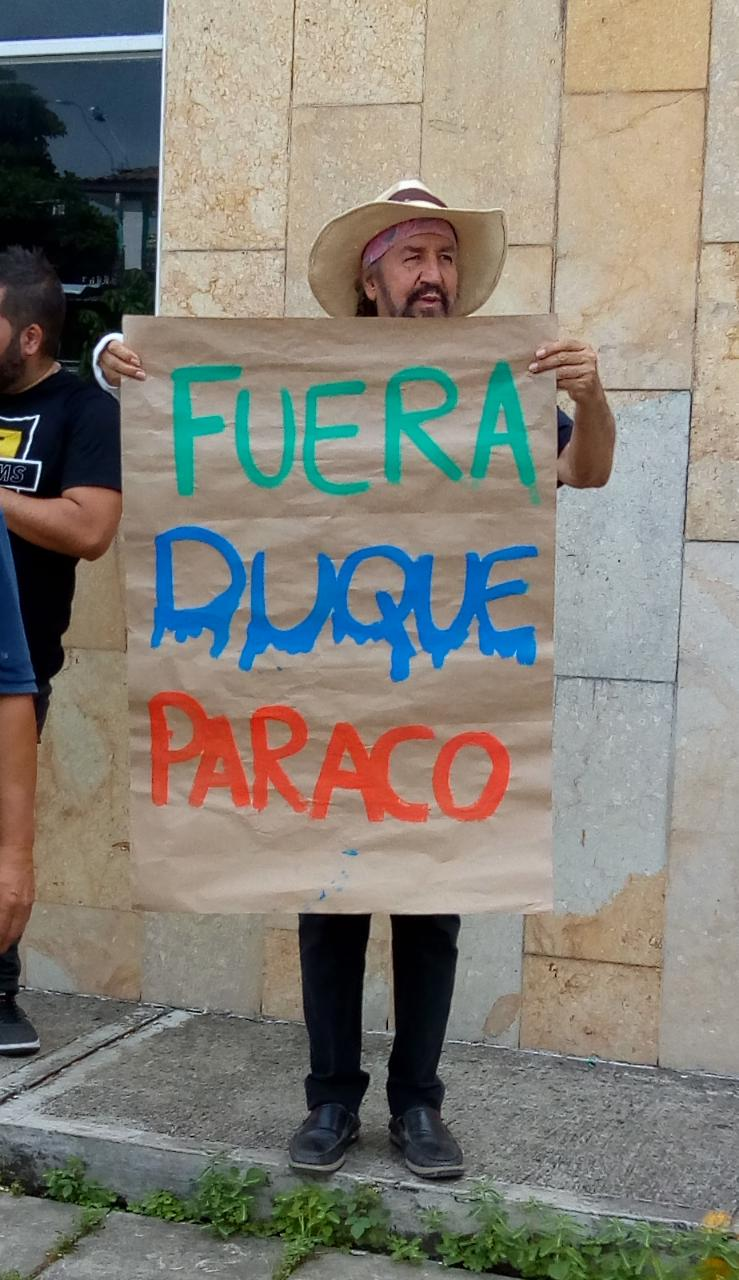
Pancarta en protesta al presidente de Colombia Iván Duque Márquez.
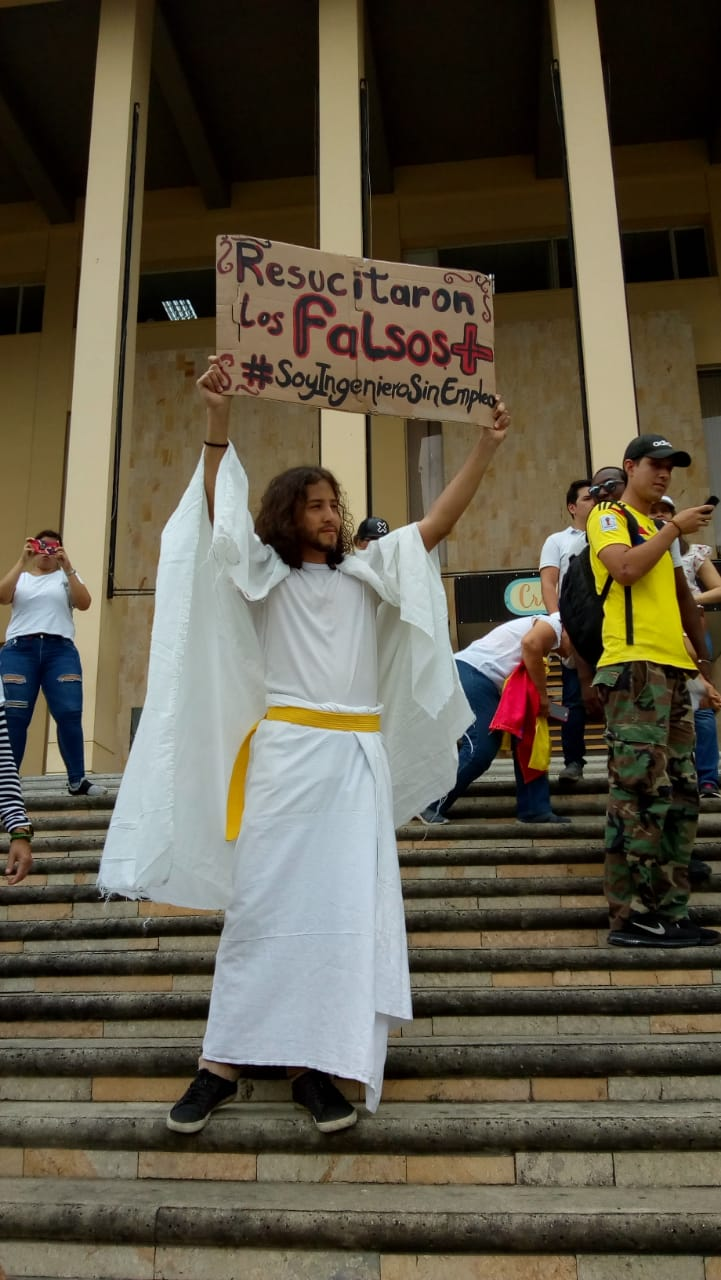
Pancarta en protesta al desempleo en jóvenes universitarios y a los falsos positivos
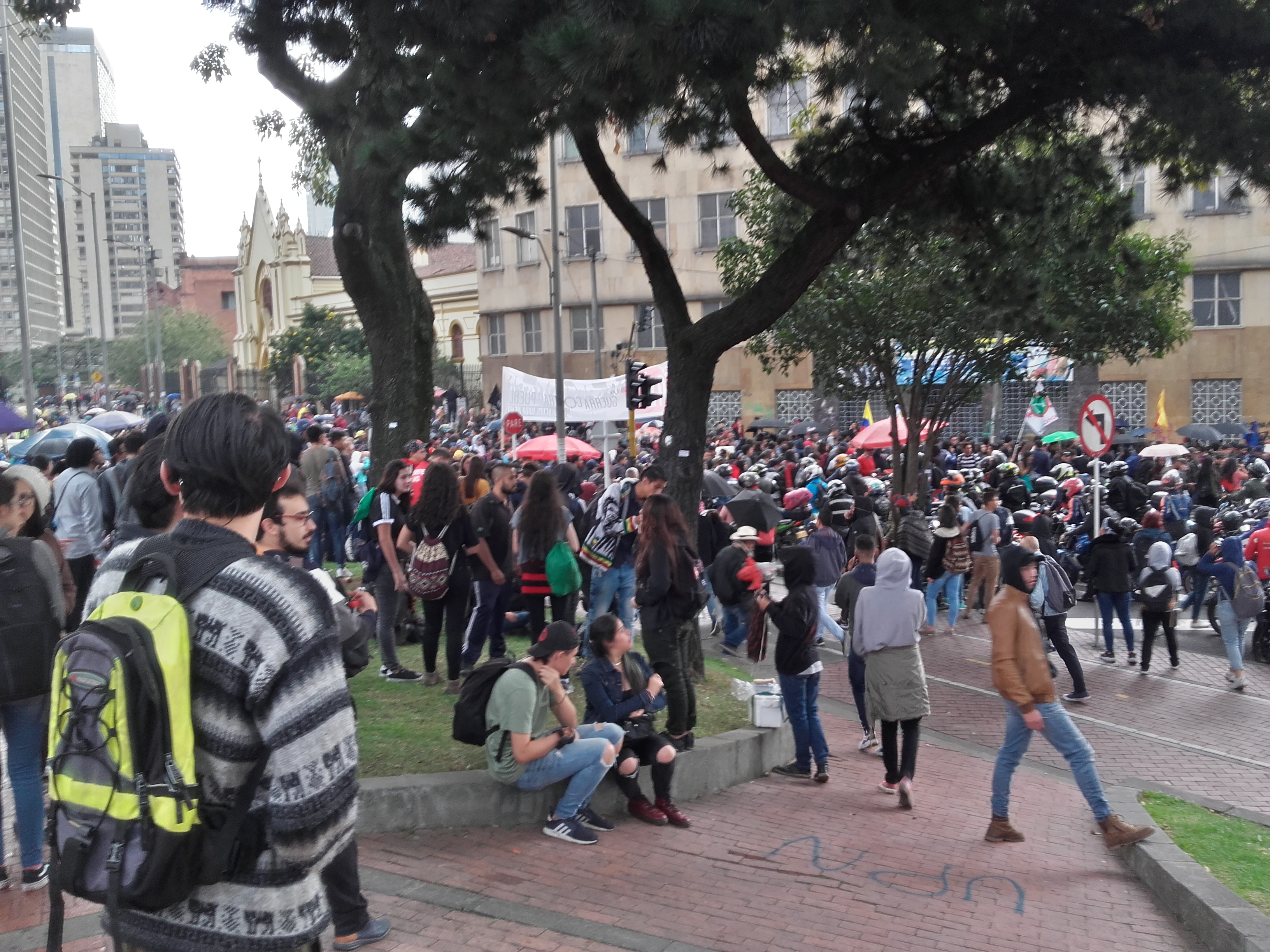
Protestas en Bogotá
Protestas en Cúcuta Protestas en Cúcuta
- Velaton en el Centro Administrativo Municipal de Cali (CAM)

### El 21N, “Fast news” y la comunicación alternativa en Pasto
"Lo que sucedió en Pasto fue particular. En el marco del paro nacional vimos cómo, alrededor de la fecha de la marcha convocada para el 21 de noviembre del 2019 (21N), circuló información que materializó preocupaciones en torno a fake news y prácticas de desinformación en el sur de Colombia"
En Pasto, como en otras ciudades del país, antes, durante y después del 21N circularon contenidos en los medios tradicionales, en redes sociales y en aplicaciones de mensajería instantánea, que, lejos de alentar un panorama informado acerca de lo que sucedía, presentaron información contradictoria, dieron datos que desestimulaban la participación de la ciudadanía en las protestas, que propiciaban la estigmatización y hacían señalamientos sobre los manifestantes y que, además, daban excesivo protagonismo a los disturbios y a la violencia durante las jornadas.

### Caso Epa Colombia
Amplia notoriedad ha acaparado el caso de la youtuber e influencer Daneidy Barrera Rojas, quien bajo el seudónimo "Epa Colombia", cuenta con miles de seguidores en redes sociales, y se autofilmó grafiteando una casa, destruyendo una estación de TransMilenio, aplicando golpes de martillos sobre los lectores digitales de las tarjetas de ingreso así como rompiendo puertas de vidrio de la Estación Molinos de Bogotá. A Barrera, si bien no se le decretó prisión preventiva, se le ordenó no utilizar redes sociales; sin embargo, a través de las redes sociales de su compañera sentimental, la futbolista colombiana Diana Celis, se ha comunicado con sus seguidores. Epa Colombia, adicionalmente, ha utilizado ya en tres oportunidades su propia cuenta de Instagram, lo que podría acarrearle consecuencias judiciales.

### En contra
En un vídeo de YouTube el grupo autodenominado Resistencia Civil Antidisturbios (RCA) de Medellín anunció que protegerá puntos del país en caso de violencia por parte de los manifestantes. Su líder, Jaime Restrepo, alias "El Patriota", es considerado de la línea de derecha radical relacionada al uribismo. También han mostrado su rechazo respecto al Paro Nacional algunos empresarios y estudiantes de universidades privadas y personalidades como el exfutbolista Faustino Asprilla. En Bogotá, el grupo civil Defendamos a Bogotá también se mencionó preparado para responder en caso de violencia por parte de los huelguistas. Representantes del gremio de los transportadores y taxistas respaldan al gobierno frente al Paro Nacional.

### Actuación del procurador general de la Nación
El abogado, Fernando Carrillo Flórez, procurador general de la Nación ha llamado la atención por sus declaraciones, antes, durante y después de los paros, y ha recibido acusaciones de estar haciendo política partidaria, ante una eventual candidatura suya a la presidencia para las elecciones de 2022. Mientras el procurador pontifica delante del presidente Duque, sobre la conducta que, según él, debería seguir el mandatario, Duque le responde que los espacios de diálogo con los manifestantes "no son espacios para las vanidades presidenciales, ni para liderazgos individuales, ni para candidaturas emergentes", en clara alusión a Carrillo, allí presente.

## Reacciones internacionales
La Organización de las Naciones Unidas y Human Rights Watch (HRW) han exigido a la Fiscalía General de la Nación una investigación profunda que depure las responsabilidades. "No debe haber impunidad", ha señalado la ONU. Miguel Vivanco, director para las Américas de HRW, se ha dirigido también al nuevo ministro de Defensa, Carlos Holmes Trujillo, para que anuncie "medidas para que esto no vuelva a ocurrir". La Confederación Sindical Internacional (CSI) y sindicatos británicos manifestaron su apoyo al Paro Nacional de Colombia, al igual que la Federación Internacional del Transporte (ITF). Así mismo el Consejo Latinoamericano de Ciencias Sociales (CLACSO) manifestó su apoyo al Paro.
El sociólogo portugués Boaventura de Sousa Santos envió una carta abierta al presidente Iván Duque para que atienda las exigencias del paro. Los cantantes Residente de Puerto Rico y Nicky Jam de Estados Unidos expresaron sus mensajes de apoyo al Paro Nacional, al igual que el futbolista uruguayo Nicolás Vikonis, quien jugara entre 2011 y 2017 en Colombia, Claudio Narea y Miguel Tapia, exintegrantes de la banda chilena de rock Los Prisioneros, también manifestaron su apoyo al paro y al concierto "Un canto por Colombia". Mike Pompeo, secretario de Estado de los Estados Unidos, manifestó su apoyo al gobierno de Duque a nombre de Donald Trump para un diálogo nacional.

## Consecuencias
En septiembre de 2020 se dictó un fallo por parte de la Corte Suprema sobre las protestas en Colombia de 2019-2020, que prohíbe el uso de la escopeta calibre 12 por el ESMAD, y obliga al Ministerio de defensa pedir disculpas públicas por los abusos de la Fuerza pública en las manifestaciones, además de garantías para la protesta social en el país.